# 新百广场站
新百广场站位于中华人民共和国河北省石家庄市桥西区中华大街与中山西路交叉口地下，是石家庄地铁1号线与3号线的地铁换乘站，亦是石家庄地铁第一座投入使用的换乘站。2017年6月26日随1号线与3号线首通段开通一同投入使用。该站是现时石家庄地铁系统中建筑面积最大的车站。本站建设时曾以中山广场站命名，开通前正式改为现名称。

## 位置
新百广场站位于石家庄市桥西区，中华大街与中山西路交叉口。1号线站台呈东西向布置，3号线站台呈南北向布置。

## 结构
新百广场站为地下三层车站，1号线位于3号线上方，两线十字交叉。两站台均为岛式站台设计。
| 地面     | 出入口                     | A—D出入口                              |
| 地下一层 | 站厅                       | 票务服务、自动售票机                   |
| 地下二层 | 轨道（北）                 | █ 1号线列车往西王站方向 （烈士陵园站） |
| 地下二层 | 岛式站台，左边车门将会开启 |                                        |
| 地下二层 | 轨道（南）                 | █ 1号线列车往福泽站方向 （解放广场站） |
| 地下三层 | 轨道（西）                 | █ 3号线列车往石家庄站方向 （东里站）   |
| 地下三层 | 岛式站台，左边车门将会开启 |                                        |
| 地下三层 | 轨道（东）                 | █ 3号线列车往西三庄站方向 （市二中站） |

## 换乘方式
本站两线间可进行垂直换乘：1号线站台中部设有楼梯，连接至3号线站台北端。
乘客亦可绕行站厅进行换乘。

## 出入口
新百广场站设5个出入口，其中B口暂缓开通。
| 编号         | 建议前往的目的地                                         |
| ------------ | -------------------------------------------------------- |
| 出口 · A     | 中华南大街（东侧）、中山西路（北侧）、新百广场、华强广场 |
| 出口 · B     | 中华南大街（东侧）、中山西路（南侧）、万象城             |
| 出口 · C · 1 | 中华南大街（西侧）、中山西路（南侧）、石家庄桥西口腔医院 |
| 出口 · C · 2 | 中华北大街（西侧）、中山西路（南侧）                     |
| 出口 · D     | 中华北大街（西侧）、中山西路（北侧）、河北云瑧世纪大酒店 |

此外新百广场站还有2个连接万象城的出口，没有标号。